# Tự tin vào cơ thể

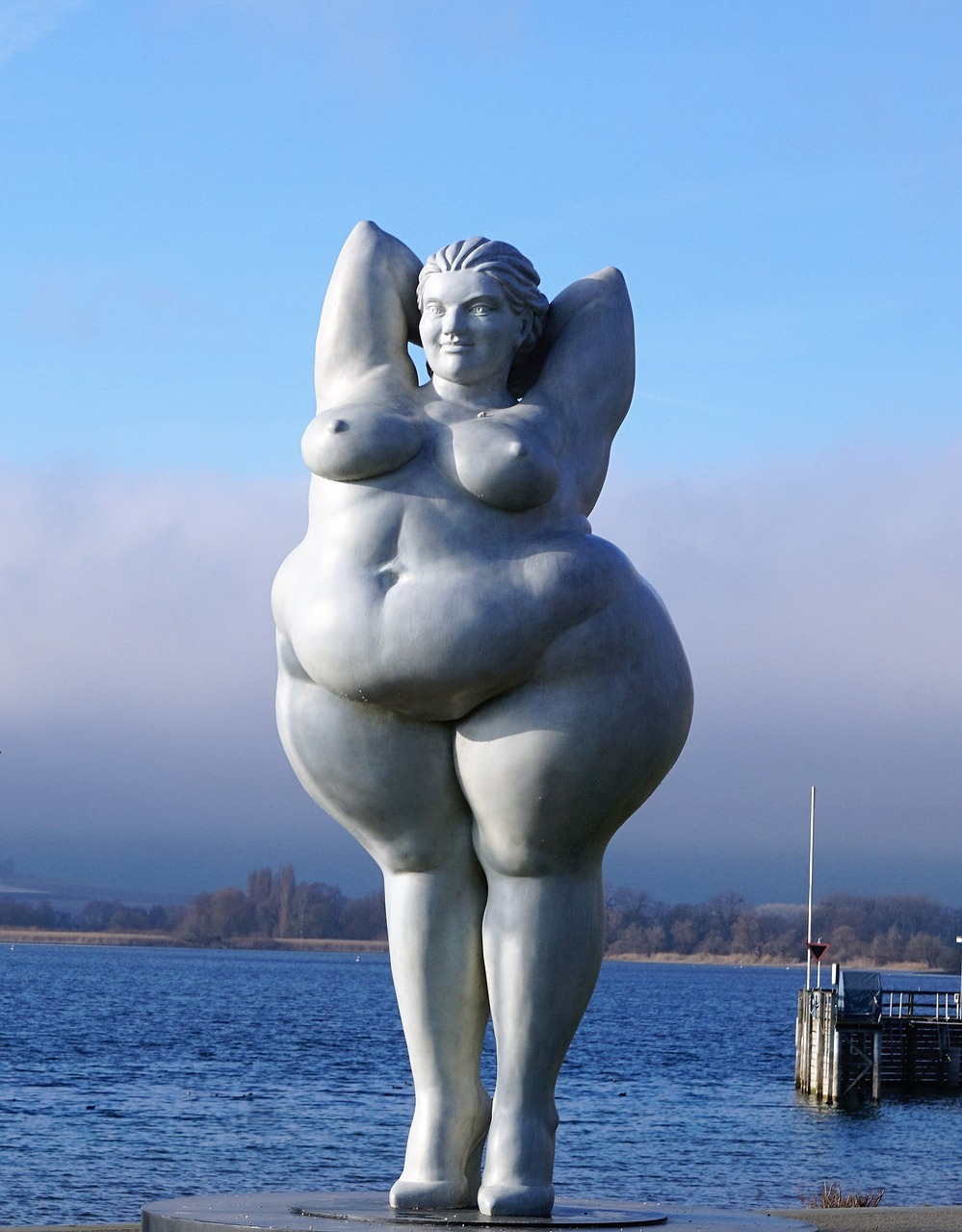
Bức tượng người phụ nữ béo phì nhưng đầy tự tin của Miriam Lenk

Tự tin vào cơ thể hay phong trào tích cực cơ thể (Body positivity) là một phong trào xã hội tranh đấu thúc đẩy quan điểm tích cực về mọi cơ thể, bất kể kích thước, hình dạng, màu da, giới tính và khả năng thể chất. Những người ủng hộ tập trung vào việc đánh giá cao chức năng và sức khỏe của cơ thể con người thay vì ngoại hình sinh lý và vẻ bề ngoài. Điều này liên quan đến khái niệm tính trung dung của cơ thể, cũng nhằm giải quyết các vấn đề mà mọi người có thể gặp phải với hình ảnh thân thể của chính mình. Những người ủng hộ quan điểm tích cực về cơ thể cho rằng hình dáng, kích thước cơ thể, cùng với chủng tộc, giới tính, tính dục và thể lực là một khía cạnh quan trọng mà qua đó các cá nhân được xã hội coi trọng hoặc bị gạt ra bên lề. Họ cho rằng những phán đoán về ngoại hình ngầm định vị cá nhân trên một hệ thống phân cấp mong muốn, định hình khả năng tiếp cận quyền lực và ảnh hưởng xã hội của họ. Phong trào này tìm cách thách thức các tiêu chuẩn phi thực tế về sự quyến rũ, thúc đẩy hình ảnh cơ thể tích cực và nuôi dưỡng sự tự tin hơn. Một nguyên lý cốt lõi của phong trào này là vẻ đẹp là một cấu trúc xã hội và không nên quyết định sự tự tin hay ý thức về lòng tự trọng của một cá nhân. Nó khuyến khích mọi người nuôi dưỡng tình yêu bản thân không chỉ bằng cách chấp nhận mà còn chủ động đón nhận đặc điểm thể chất của họ. 

## Đại cương
Đây là một trào lưu xã hội nhằm khuyến khích mọi người chấp nhận và yêu thương cơ thể của mình, bất kể kích thước, hình dáng, màu da, giới tính hay tình trạng khuyết tật. Ban đầu, phong trào này xuất phát từ những người bị kỳ thị do thừa cân hoặc béo phì. Tuy nhiên, khi phổ biến rộng rãi, nó lại có xu hướng bị thương mại hóa và được dẫn dắt bởi những người đã có ngoại hình được xã hội chấp nhận. Sự tự tin vào cơ thể bắt nguồn từ phong trào chấp nhận béo phì và các tổ chức như Hiệp hội quốc gia thúc đẩy chấp nhận béo phì (National Association to Advance Fat Acceptance). Trong khi sự chấp nhận béo phì chủ yếu ủng hộ những cá nhân được phân loại là thừa cân hoặc béo phì, thì sự tích cực về cơ thể có phạm vi rộng hơn, thúc đẩy tính bao hàm trên tất cả các loại cơ thể. Phong trào này khẳng định rằng cả sự kỳ thị xã hội đối với béo phì lẫn chế diễu gầy gòm (skinny-shaming) là sự miệt thị ngoại hình đều không thể chấp nhận được, và rằng mọi cơ thể đều có thể và nên được tôn vinh.

## Chỉ trích

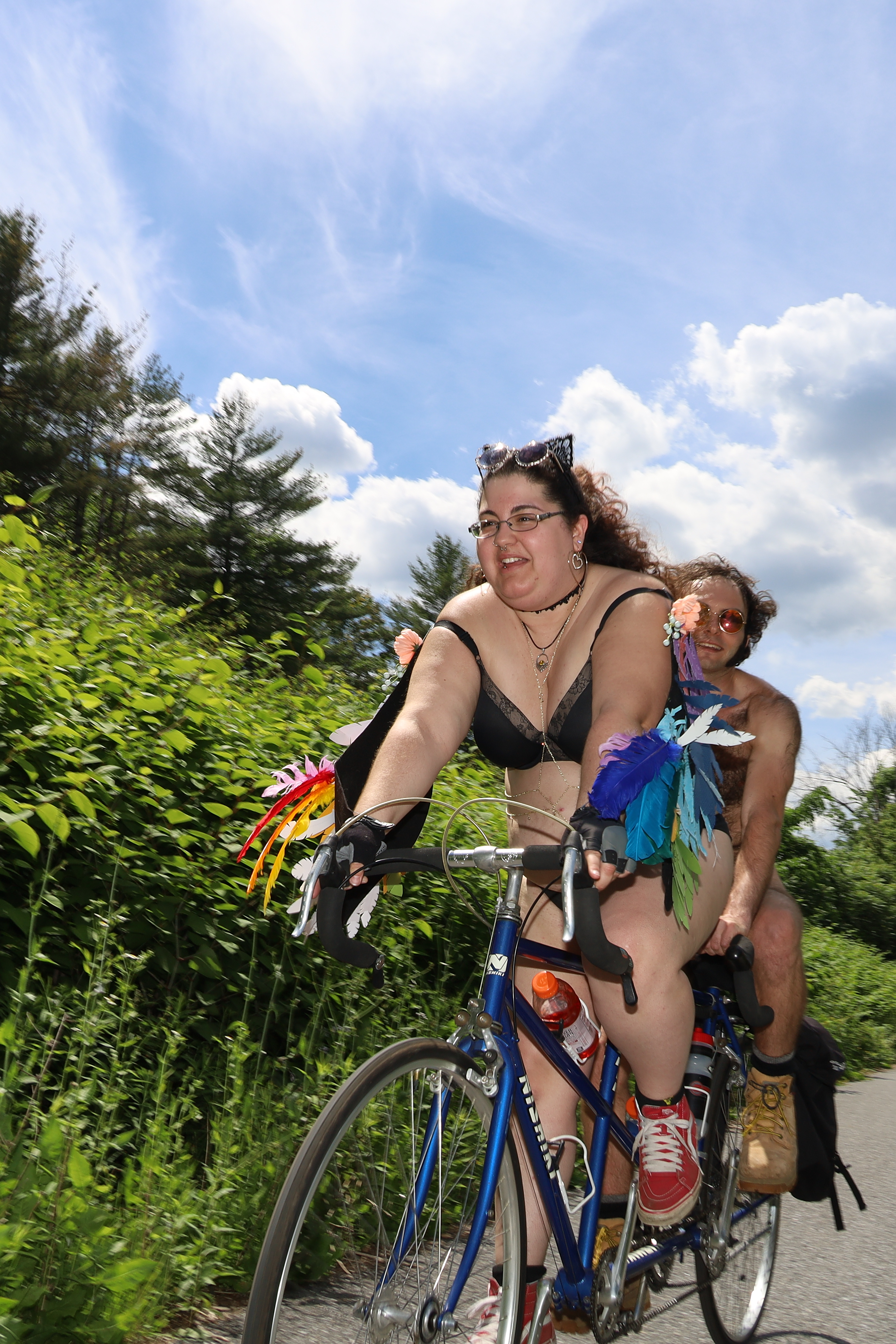
Một phụ nữ thừa cân đang đạp xe

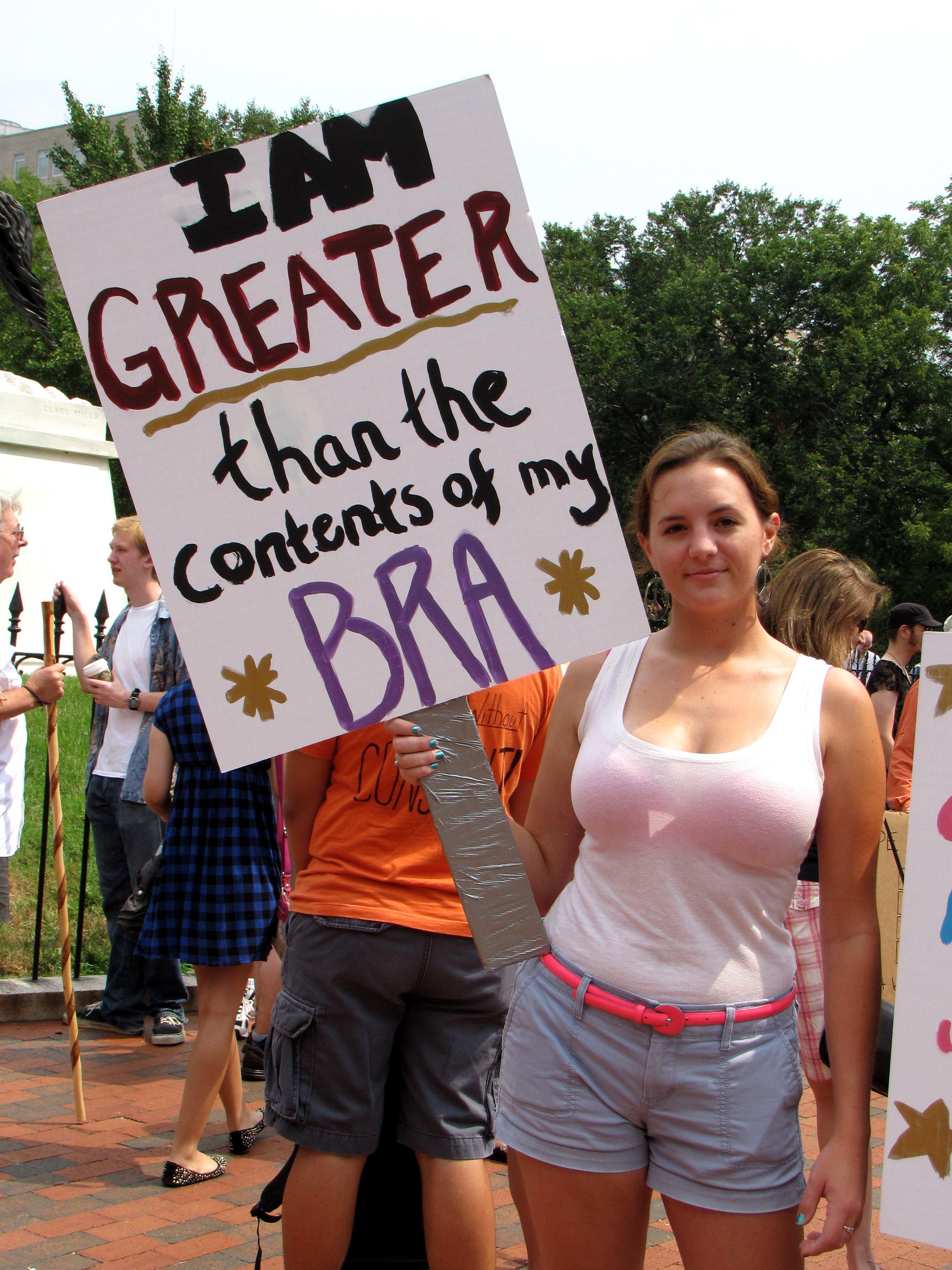
Một phụ nữ đang tranh đấu cho việc không phải mặc áo nịt ngực

Phong trào tích cực cơ thể đã làm mờ đi ranh giới giữa việc yêu bản thân và việc bỏ qua các vấn đề sức khỏe. Phong trào quá tự tin cơ thể đã bị chỉ trích vì khuyến khích những thói quen lối sống ảnh hưởng tiêu cực đến sức khỏe. Một lời phàn nàn chính là việc quá tán thành những người thừa cân và béo phì có thể khiến họ tự hài lòng, dẫn đến thiếu quyết tâm, không muốn cải thiện sức khỏe, dẫn đến bệnh lối sống. Nó tạo ra nguy cơ bình thường hóa bệnh béo phì, vì việc cổ vũ những người béo phì mà không đề cập đến nguy cơ sức khỏe liên quan có thể gây nguy hiểm. Béo phì làm tăng nguy cơ mắc các bệnh mạn tính như tiểu đường, tim mạch và cao huyết áp. Việc cổ vũ phong trào này một cách thái quá có thể khiến một số người bỏ qua việc rèn luyện và duy trì một lối sống lành mạnh. Trong số các chuyên gia y tế, sự đồng thuận với phong trào này rất thấp. Một nghiên cứu năm 2012 cho thấy trong số 1.130 thực tập sinh chuyên gia dinh dưỡng, chuyên gia dinh dưỡng, y tá và bác sĩ, chỉ có 1,4% có "thái độ tích cực hoặc trung lập" liên quan đến lượng mỡ thừa trong cơ thể. 
Một lời chỉ trích khác là phong trào này quá nhấn mạnh vào vai trò của cá nhân trong việc cải thiện hình ảnh cơ thể của chính họ, và không đủ chú ý đến việc xác định và loại bỏ các thế lực văn hóa, thông điệp, niềm tin và chiến dịch quảng cáo chịu trách nhiệm gây ra sự bất mãn về cơ thể trên diện rộng. Các hình ảnh "tích cực cơ thể" trên mạng xã hội thường tập trung vào phụ nữ da trắng, gầy, chỉ có một vài khuyết điểm nhỏ như mỡ thừa, vết rạn da. Điều này làm lu mờ tiếng nói của những người thực sự bị kỳ thị, chẳng hạn như người béo phì, người da màu, người khuyết tật. Nhiều thương hiệu thời trang và mỹ phẩm đã nhanh chóng tiếp cận trào lưu này để quảng bá sản phẩm, quảng cáo mỹ phẩm. Họ sử dụng thông điệp "tự tin vào cơ thể" để bán hàng, nhưng lại không thực sự thay đổi tiêu chuẩn vẻ đẹp hay cung cấp sản phẩm cho tất cả các kích cỡ cơ thể. 
Phong trào này cũng vấp phải sự chỉ trích từ các nhà nữ quyền. Học giả về giới Amber E. Kinser viết rằng việc đăng một bức ảnh chưa chỉnh sửa về cơ thể bạn lên một trang web truyền thông xã hội, đây là một ví dụ về hành động liên quan đến phong trào, không giúp ngăn chặn giá trị của phụ nữ khỏi việc liên quan trực tiếp đến ngoại hình của họ. Với phần lớn phong trào tích cực về cơ thể diễn ra gần đây trên Instagram, một nghiên cứu được công bố vào năm 2019 cho thấy 40% bài đăng tích cực về cơ thể tập trung vào ngoại hình. Với Instagram là một trang mạng xã hội chia sẻ ảnh, nỗ lực tập trung ít hơn vào ngoại hình đã bị chỉ trích là mâu thuẫn. Từ những lời chỉ trích này, trào lưu phản biện trung dung cơ thể đã nổi lên. Nó cho rằng việc một người nghĩ cơ thể mình đẹp hay không không quan trọng, nhà tâm lý học Susan Albers lưu ý rằng sự khác biệt giữa trung dung về cơ thể và tích cực về cơ thể nằm ở chỗ, với trung dung về cơ thể thì "Giá trị của bạn không gắn liền với cơ thể, cũng như hạnh phúc của bạn không phụ thuộc vào ngoại hình. Một cách tiếp cận tích cực về cơ thể cho rằng bạn luôn đẹp dù thế nào đi nữa". 
Một số người chỉ trích rằng phong trào này đã tạo ra một dạng "tích cực độc hại" mới. Nó gây áp lực lên mọi người, buộc họ phải "yêu cơ thể mình" ngay cả khi họ không thực sự cảm thấy như vậy. Điều này có thể khiến một số người che giấu cảm xúc thật và cảm thấy tội lỗi vì không thể đạt được sự tích cực giả tạo đó. Cũng có những lời chỉ trích cho rằng phong trào này có thể làm suy yếu khả năng tự chủ và tính chân thực của một người. Nhà nghiên cứu Lisa Legault lập luận rằng việc nhấn mạnh quá mức vào sự tự tin về cơ thể có thể "kìm nén và làm giảm bớt những cảm xúc tiêu cực quan trọng". Bà giải thích rằng cảm xúc tiêu cực là một phần tự nhiên của trải nghiệm con người và những cảm xúc đó có thể quan trọng và mang tính thông tin, nhất là việc lắng nghe cơ thể mình, những dấu hiệu cảnh báo tiềm tàng về sức khỏe thông qua việc biến đổi ngoại hình theo chiều hướng tiêu cực (tăng cân, tăng trọng, tích mỡ, phù nề, thừa cân, béo phì, nặng nề, lười vận động). Bà nói rằng "việc phớt lờ những cảm xúc và trải nghiệm tiêu cực sẽ gây tổn hại đến tính chân thực và sự hòa nhập bản thân". Legault lập luận rằng phong trào này không thể khiến người ta nghĩ rằng một người chỉ nên cảm nhận những cảm xúc tích cực. Kỳ vọng chỉ có những cảm xúc tích cực này đôi khi được gọi là "sự tích cực độc hại về cơ thể". 